# Гангский трионикс
Гангский трионикс (лат. Nilssonia gangetica) — черепаха рода Nilssonia семейства Трёхкоготные черепахи (Trionychidae). Ранее включалась в род Trionyx
Длина карапакса этого вида достигает 70 см. Обитает в бассейне Инда, Ганга и Маханади в Пакистане, северной Индии, южном Непале и Бангладеш.